# 单增德
单增德（1961年—），山东莱州人，中华人民共和国政治人物。
毕业于山东工业大学第一机械系内燃机专业。1994年，担任山东省经委人事处副处长。2000年，担任山东省经贸委投资与规划处处长。2002年，担任中共莱芜市委常委、组织部部长。2006年，担任莱芜市副市长。2011年，升任山东省农业厅副厅长。2012年12月，因举报其滥用职权拘禁其情妇，并爆出为情妇写“离婚协议书”。2013年3月，开除党籍、公职，移交司法处理。同年，被立案调查，因收受他人贿赂罪被批捕。
2014年7月17日，山东省滨州市中级人民法院认定，2003年1月至2012年10月，单增德收受24个单位或个人现金、银行卡、购物卡、贵重物品等财物，折合人民币计737万元，一审判处其有期徒刑15年，并处没收个人财产200万元。